# The Cat Lady
The Cat Lady (с англ. — «Кошатница», в официальной русской локализации — «The Cat Lady. Госпожа кошек») — приключенческая компьютерная игра, психологический хоррор, разработанный польской студией Harvester Games и выпущенный компанией Screen 7 1 декабря 2012 года для Microsoft Windows и Linux. В России игра была выпущена компанией Акелла в 2013 году.

## Игровой процесс и технологические сведения
The Cat Lady представляет собой двухмерный point-and-click квест. Геймплей заключается в перемещении между локациями, поиске активных точек на экране, решении головоломок и взаимодействии с другими персонажами. Управление осуществляется при помощи клавиатуры. В нижней части экрана присутствует инвентарь, в котором хранятся найденные игроком предметы, необходимые для использования в той или иной ситуации. В игре также имеется множество диалогов с вариантами выбора ответа. В некоторых местах действия игрока могут тем или иным образом повлиять на концовку.
The Cat Lady сделана на движке Adventure Game Studio. Графика нарочито гротескная, с преобладанием чёрно-белой палитры и состоит преимущественно из коллажей фотографий. Персонажи нарисованы вручную. В игре преобладают сцены жестокости и насилия, а также такие серьёзные темы, как депрессия, суицид, болезни и смерть, однако имеет и элементы юмора, и оптимистичный, воодушевляющий взгляд на жизнь, несмотря на все тяготы и невзгоды.

## Сюжет
История игры разворачивается вокруг Сьюзан Эшворт — одинокой зрелой женщины, страдающей хронической депрессией и не имеющей друзей. Единственной её компанией являются любимые кошки, которых женщина призывает к себе в квартиру, играя на пианино, из-за чего соседи прозвали Сьюзан «кошатницей». Однажды ночью, окончательно разочаровавшись в своей жизни, героиня решает покончить с собой и принимает смертельную дозу таблеток, однако, умерев, попадает в странное место. Там она встречает владычицу данного места — «Королеву червей», которая делает Сьюзан своей помощницей, дарует бессмертие и поручает ей важную миссию: уничтожить пять людей, именуемых «паразитами». После этого Эшворт возвращается из мёртвых и приходит в себя в больничной палате, где вскоре в силу сопутствующих обстоятельств приступает к выполнению задания. После она встречает Митзи, молодую девушку, страдающую раком, которая отчаянно хочет стать соседкой Сьюзан по квартире. Между ними начинают завязываться дружеские отношения, которые помогают главной героине преодолеть свой кризис.
В игре имеется несколько концовок с незначительными изменениями в зависимости от выборов, сделанных игроком.
Соседи Сьюзан по лестничной площадке, Джо Дэвис и его жена Айви, являются героями первой хоррор-игры Harvester Games — Downfall (2009) — и выпущенного в феврале 2016 года одноимённого ремейка.

## Разработка
The Cat Lady впервые была анонсирована 30 ноября 2010 года. Игра фактически разрабатывалась одним человеком — польским дизайнером Ремигушем «Ремом» Михальски — на протяжении четырёх лет на платформе Adventure Game Studio, бесплатной программы для создания двухмерных игр, не требующей знания языков программирования. Рем выступил геймдизайнером, автором сценария, художником и актёром озвучивания. Его брат, Михаэль Михальски, также написал для игры основной саундтрек.
15 сентября 2012 года, одновременно с появлением демоверсии игры, был открыт её предзаказ. 1 декабря 2012 года состоялся официальный релиз The Cat Lady; игру можно было купить на официальном сайте проекта. 21 декабря 2012 года появилась страница игры в Steam Greenlight, где вскоре проект получил поддержку сообщества и спустя год, 4 декабря 2013 года игра стала официально доступна для покупки в Steam.
4 мая 2013 года был выпущен официальный саундтрек игры в исполнении Warmer, 5iah, Tears Of Mars и Михаэля Михальски.

## Оценки и награды
| Сводный рейтинг       | Сводный рейтинг |
| Агрегатор             | Оценка          |
| --------------------- | --------------- |
| GameRankings          | 90 %            |
| Metacritic            | 81/100          |
| Иноязычные издания    |                 |
| Издание               | Оценка          |
| GameSpot              | 8/10            |
| Русскоязычные издания |                 |
| Издание               | Оценка          |
| «Игры Mail.ru»        | 8,5/10          |

The Cat Lady получила преимущественно положительные отзывы от критиков и игроков. Средний балл игры на агрегаторе Metacritic составляет 81/100 (на основе 11 рецензий) и 90 % на GameRankings.
Сайт GameSpot поставил игре 8 баллов из 10, особо похвалив развитие главной героини и отметив, что хоррор-элементы игры «только способствуют развитию чуткого и трогательного портрета персонажа». Сайт Adventure Gamers поставил игре 4,5 балла из 5, подчеркнув, что это «удивительная история, насыщенная живыми человеческими эмоциями». Рецензент портала Just Adventure в свою очередь заявил, что The Cat Lady это «одна из самых впечатляющих адвенчур, вышедших за последний период». Обозреватель сайта Игры@Mail.Ru Тимур Трошин поставил игре 8,5 баллов из 10, также назвав её «одной из самых запоминающихся игр 2013 года, которая из-за слабой маркетинговой компании практически неизвестна простому игроку».
В 2012 году игра выиграла в номинации «Лучший сюжет» премии портала Adventure Gamers. The Cat Lady также одержала четыре победы в номинациях «Инновация», «Лучшая инди-адвенчура 2012 года», «Лучшая игровая среда» и «Сюрприз года» премии немецкого игрового сайта Adventure-Treff. Сайт Adventure Game Studio поместил игру в шесть номинаций.

## Продажи
Летом 2018 года, благодаря уязвимости в защите Steam Web API, стало известно, что точное количество пользователей сервиса Steam, которые играли в игру хотя бы один раз, составляет 116 526 человек.